# Línea C7 (TUZSA)
La línea C7 era una línea lanzadera de los Transportes Urbanos de Zaragoza (TUZSA) que comprendió el recorrido entre el barrio de Montecanal y el centro de salud del barrio de Valdespartera en la ciudad de Zaragoza (España).
Esta línea se creó el 5 de julio de 2010 y se eliminó el 19 de abril de 2011, debido a la inauguración de la primera línea de tranvía.
La línea se convirtió en la 56, alargándose para dar cobertura al resto del barrio de Valdespartera.